# Yuri Lowenthal
Yuri Lowenthal (Alliance, 5 marzo 1971) è un doppiatore, attore e sceneggiatore statunitense.

## Carriera
È attivo in diversi ambiti: cartoni animati, anime, videogiochi, televisione e cinema.
Alcuni dei suoi ruoli importanti nelle animazioni e negli anime includono Sasuke Uchiha in Naruto, l'adolescente Ben Tennyson nel media franchise di Ben 10, Jinnosuke in Afro Samurai, Simon in Sfondamento dei cieli Gurren Lagann (Gurren Lagann), Yosuke Hanamura in Persona 4 e Suzaku Kururugi in Code Geass: Lelouch of the Rebellion (Code Geass).
Nei videogiochi, dà la voce alla versione in lingua inglese del Principe di Persia nella serie Prince of Persia, Hayate/Ein in Dead or Alive, Matt Miller in Saints Row: The Third e Saints Row IV, e Peter Parker/Spider-Man in vari videogiochi associati al personaggio, in particolare a quelli della Insomniac Games.

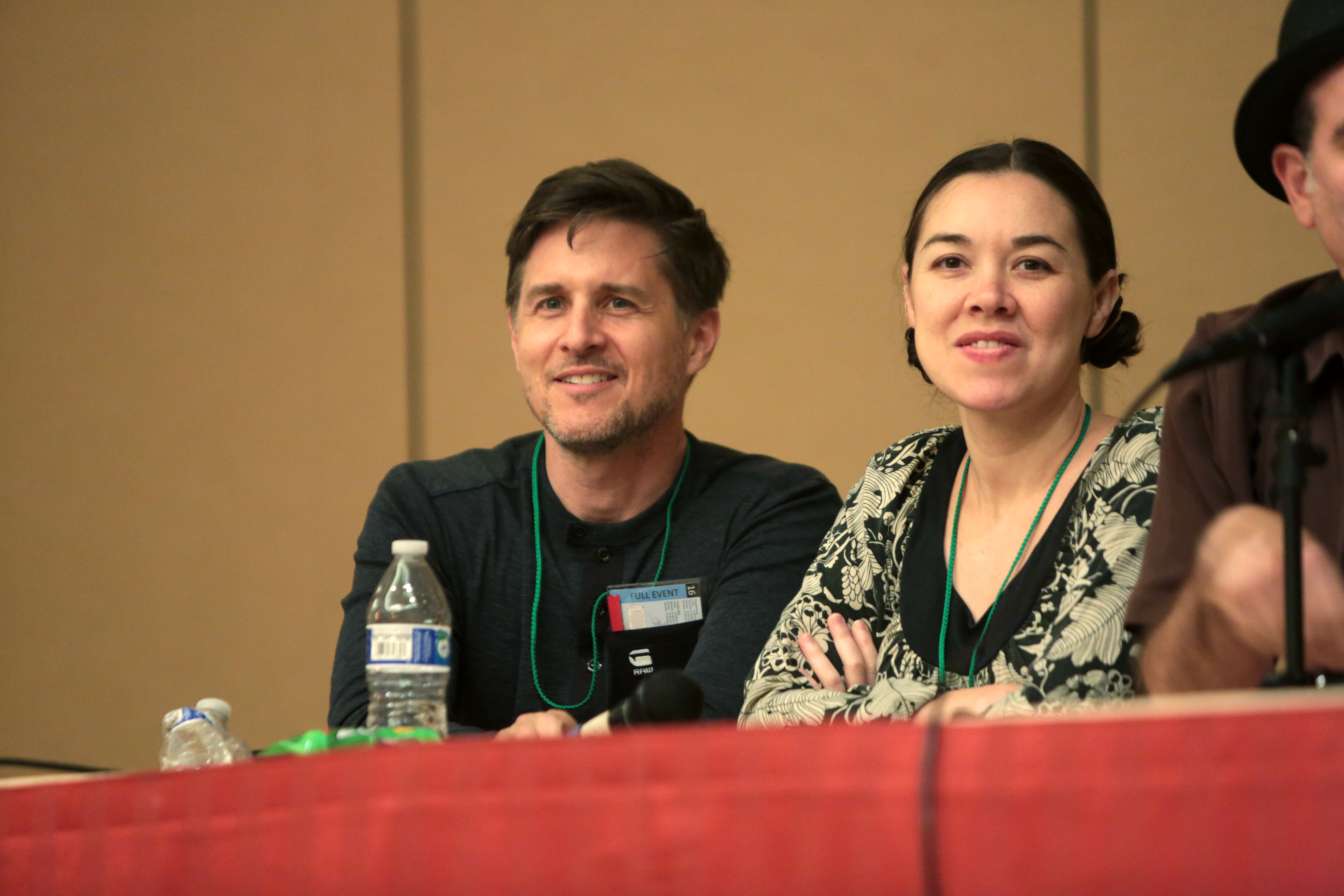
Yuri Lowenthal con Tara Platt nel 2016

Ha una società di produzione, Monkey Kingdom Productions, con sua moglie, che è l'attrice Tara Platt con cui è sposato dal 2001. Con questa società hanno prodotto diversi lungometraggi e una serie web live-action chiamata Shelf Life (2011-2014).
È coautore del libro Voice-Over Voice Actor: What It's Like Behind the Mic, datato 2010.

## Filmografia

### Doppiatore

#### Serie animate
- Arcane (Mylo, titolare della bancarella, scagnozzo)
- Ben 10 - Forza Aliena (Ben Tennyson, Albedo)
- Ben 10: Ultimate Alien (Ben Tennyson, Albedo)
- Ben 10: Omniverse (Ben Tennyson, Albedo)
- DuckTales (Maggiordomo, DT-87)
- Generator Rex (Moss)
- Wolverine e gli X-Men (Bobby Drake/Uomo Ghiaccio)

#### Anime
- Blue Dragon (Shu)
- Boruto (Sasuke Uchiha)
- Code Geass: Lelouch of the Rebellion (Suzaku Kururugi)
- Hellsing Ultimate (Pip Bernadotte)
- Marvel Disk Wars: The Avengers (Bobby Drake/Uomo Ghiaccio)
- Mobile Suit Gundam SEED (Miguel Aiman (doppiaggio NYAV Post))
- Monster (Karl Neuman)
- Naruto (Sasuke Uchiha)
- Naruto: Shippuden (Sasuke Uchiha, Kamano, Gasuka)
- Onimusha (Sahei)
- Persona 4: The Animation (Yosuke Hanamura)
- Sfondamento dei cieli Gurren Lagann (Simon)

#### Film animati
- Spider-Man: Across the Spider-Verse (Insomniac Spider-Man)

#### Videogiochi
- .hack//G.U. Vol. 1//Rebirth (Haseo)
- .hack//G.U. Vol. 2//Reminisce (Haseo)
- .hack//G.U. Vol. 3//Redemption (Haseo)
- .hack//G.U.: Last Recode (Haseo)
- Anarchy Reigns (Zero, Edgar Oinkie)
- Assassin's Creed II (Vieri de' Pazzi)
- Baten Kaitos Origins (Giacomo)
- Bayonetta (Luka)
- Bayonetta 2 (Luka, Temperantia)
- Bayonetta 3 (Luka)
- BlazBlue: Chrono Phantasma (Amane Nishiki)
- BlazBlue: Cross Tag Battle (Yosuke Hanamura)
- Castlevania: The Dracula X Chronicles (Alucard)
- Castlevania Judgment (Alucard)
- Castlevania: Harmony of Despair (Alucard)
- Catherine (Toby Nebbins, Astaroth)
- Catherine: Full Body (Toby Nebbins, Astaroth)
- Code Name: S.T.E.A.M. (Marth)
- Cross Edge (Razeluxe Meitzen, Zelos)
- Dead or Alive: Dimensions (Hayate)
- Dead or Alive 5 (Hayate)
- Dead or Alive 6 (Hayate)
- Death Stranding (autista CDT, L'ingegniere)
- Disney Infinity (Narratore)
- Disney Infinity 2.0: Marvel Super Heroes (Narratore)
- Disney Infinity 3.0 (Narratore)
- Dissidia Final Fantasy (Cecil Harvey)
- Dissidia 012 Final Fantasy (Cecil Harvey)
- Dissidia Final Fantasy NT (Cecil Harvey)
- Dragalia Lost (Marth)
- Dragon's Crown (Mago)
- Drakengard 3 (Dito)
- Final Fantasy XII (Reks)
- Final Fantasy IV (Remake) (Cecil Harvey)
- Final Fantasy Explorers (Cecil Harvey)
- Final Fantasy VII Remake (Johnny)
- Fire Emblem: Awakening (Ricken)
- Fire Emblem: Fates (Corrin (maschio), Kiragi, Marth)
- Fire Emblem Heroes (Marth, Merric, Marth (giovane), Merric (giovane), Eliwood, Bramimond, Eliwood (giovane), Ricken, Kiragi)
- Fire Emblem Warriors (Marth)
- Fire Emblem: Engage (Marth)
- Genshin Impact (Dainsleif)
- Guilty Gear 2: Overture (Sin Kiske, L'Innominato)
- Guilty Gear Xrd -SIGN- (Bedman)
- Helldivers 2 (voce di helldiver 2)
- Il professor Layton e il futuro perduto (Luke del futuro)
- Il professor Layton e la maschera dei miracoli (Randall Ascot)
- LEGO Il Signore degli Anelli (Frodo Baggins)
- LEGO Marvel Super Heroes (Bobby Drake/Uomo Ghiaccio)
- LEGO DC Super-Villains (Jonathan Kent/Superboy)
- Lost Judgment (Sadao Takano)
- Marvel's Midnight Suns (Peter Parker/Spider-Man)
- Marvel's Spider-Man (Peter Parker/Spider-Man)
- Marvel's Spider-Man: Miles Morales (Peter Parker/Spider-Man)
- Marvel's Spider-Man 2 (Peter Parker/Spider-Man)
- Medal of Honor (Ybarra)
- Metal Gear Solid: Peace Walker (soldato)
- Mighty No. 9 (Beck)
- Mind Zero (Leo Asahina)
- Mortal Kombat 1 (Smoke, Adam)
- No More Heroes 2: Desperate Struggle (Charlie McDonald, Jasper Batt Jr.)
- Odin Sphere (Cornelius)
- Persona 3 (Makoto Yuki, Pharos, Ryoji Mochizuki)
- Persona 4 (Yosuke Hanamura)
- Persona 4 Arena (Yosuke Hanamura)
- Persona 4 Arena Ultimax (Yosuke Hanamura)
- Persona Q: Shadow of the Labyrinth (Makoto Yuki, Yosuke Hanamura)
- Persona 4: Dancing All Night (Yosuke Hanamura)
- Persona 3: Dancing in Moonlight (Makoto Yuki)
- Persona 5 Royal (Makoto Yuki)
- Phoenix Wright: Ace Attorney - Dual Destinies (Klavier Gavin)
- Prince of Persia: Le sabbie del tempo (Il Principe)
- Prince of Persia: I due troni (Il Principe)
- Prince of Persia: Le sabbie dimenticate (Il Principe)
- Psychonauts 2 (Dion Aquato, giovane paziente, dragone)
- Resident Evil 6 (Finn Macauley)
- Resident Evil: Revelations 2 (Neil Fisher)
- Resistance 3 (Tommy Dean)
- Return to Monkey Island (venditore, cuoco)
- Rogue Galaxy (Steve)
- Rune Factory 4 (Doug)
- Rune Factory 4 Special (Doug)
- Rune Factory 5 (Doug)
- Saints Row 2 (Shogo Akuji)
- Saints Row: The Third (Matt Miller)
- Saints Row IV (Matt Miller)
- Saints Row: Gat out of Hell (Matt Miller)
- Shadows of the Damned (Elliot, demone)
- Shin Megami Tensei: Digital Devil Saga (Serph)
- Shin Megami Tensei: Digital Devil Saga 2 (Serph, Serph Sheffield)
- Shin Megami Tensei: Devil Survivor 2 - Record Breaker (Yuzuru Akie)
- Silent Hill: Shattered Memories (John)
- Silent Hill HD Collection (Vincent Smith)
- Sly Cooper: Ladri nel Tempo (Sir Galleth Cooper)
- Soulcalibur IV (Voce avatar maschile 1)
- Soulcalibur V (Patroklos Alexandra)
- Spider-Man: Il regno delle ombre (Kurt Wagner/Nightcrawler)
- Star Ocean: First Departure (Roddick Farrence)
- Star Ocean: Integrity and Faithlessness (Ceisus)
- Sunset Overdrive (protagonista maschile)
- Super Smash Bros. Ultimate (Marth, Alucard)
- The Evil Within (Joseph Oda)
- The Order: 1886 (Nikola Tesla)
- The Wonderful 101 (Wonder White)
- Titanfall 2 (Davis)
- Trauma Center: Second Opinion (Derek Stiles)
- Trauma Center: New Blood (Leland Phoenix, Erik Hayes, Derek Stiles)
- Trauma Team (Navel, Samuel Trumbull)
- Uncharted: Drake's Fortune (mercenario)
- Uncharted 2: Il covo dei ladri (soldato serbo)
- Uncharted 3: L'inganno di Drake (soldato serbo)
- Uncharted 4: Fine di un ladro (mercenario della Shoreline)
- Valkyrie Profile: Lenneth (Lucian)
- World of Final Fantasy (Cecil Harvey)
- X-Men: Destiny (Northstar, Kurt Wagner/Nightcrawler)
- Xenoblade Chronicles X (Voce Avatar maschile)

### Attore

#### Televisione
- Criminal Minds - serie TV, episodio 6x21 (2011)

## Doppiatori italiani
Nelle versioni in italiano delle opere in cui ha recitato, Yuri Lowenthal è stato doppiato da:
- Carlo Scipioni in Criminal Minds

Da doppiatore è sostituito da:
- Daniele Raffaeli in Ben 10 - Forza Aliena, Ben 10: Ultimate Alien, Ben 10: Omniverse
- Jacopo Calatroni in Marvel's Spider-Man, Marvel's Spider-Man: Miles Morales, Marvel's Spider-Man 2
- Paolo De Santis ne Il Professor Layton e il futuro perduto, Titanfall 2
- Federico Zanandrea in Assassin's Creed II, The Evil Within
- Ruggero Andreozzi in Skylanders Giants, The Order: 1886
- Paolo Sesana in Medal of Honor
- Dario Dossena in Resistance 3
- Renato Novara ne Il professor Layton e la maschera dei miracoli
- Massimo Corizza in Anarchy Reigns (Edgar Oinkie)
- Simone Veltroni in Anarchy Reigns (Zero)
- Alessandro Testa in Hitman: Absolution
- Alessandro Rigotti in Sly Cooper: Ladri nel tempo
- Massimo Di Benedetto in Resident Evil 6
- Luca Sandri in The Amazing Spider-Man 2
- Alessandro Capra in Sunset Overdrive
- Andrea Bolognini in Resident Evil: Revelations 2
- Matteo Zanotti in Fallout 4
- Gianandrea Muià in Remnant: From the Ashes
- Michele Botrugno in DuckTales (maggiordomo)
- Sacha De Toni in DuckTales (BT-81)
- Alessandro Valeri in Arcane
- Matteo De Mojana in Redfall
- Giorgio Perno in Mortal Kombat 1
- Carlo Alberto Cravino in Call of Duty: Black Ops 6